# Pandansari (Wanayasa)
Pandansari is een bestuurslaag in het regentschap Banjarnegara van de provincie Midden-Java, Indonesië. Pandansari telt 3166 inwoners (volkstelling 2010).